# Pascal Auger
Pour les articles homonymes, voir Auger.
Pascal Auger, né le 3 octobre 1955 à Paris 14e, mort le 5 mai 2025 à Château-Thierry, est un artiste cinéaste et vidéaste français.

## Biographie
Après avoir suivi les cours du philosophe Gilles Deleuze, à l’université de Vincennes, puis à Saint-Denis, de 1975 à 1987, il est chargé de cours dans cette faculté, pendant deux ans, de 1980 à 1982. Il travaille ensuite avec Deleuze sur le cinéma expérimental et la notion d’espace quelconque, telle qu’elle est développée par Deleuze dans L’Image-mouvement.
En 1991, il est primé  à la Foire d’Art contemporain de Madrid (ARCO) .
En 1996, il est lauréat de la Villa Kujoyama, au Japon, où il fait la connaissance de l’écrivain Jean-Philippe Toussaint et du compositeur espagnol José Manuel López López. Deux artistes avec qui il collabore à plusieurs reprises par la suite.
À partir de 1975, il tourne des films « expérimentaux », influencé par le cinéma structurel américain.
En 1977, il participe à Melba, revue avant-gardiste de cinéma.
En 1996, il se tourne vers l’art vidéo et réalise parallèlement des documentaires sur des artistes, tels que le poète Michel Bulteau, les écrivains Dominique Noguez et Jean-Philippe Toussaint ou le danseur Didier Théron.

## Œuvres principales
- La Petite Fille, (1978) (présentée dans l’exposition des Immatériaux de Jean-François Lyotard)
- Juste avant midi, primé à l’ARCO de Madrid (1991)
- Les Vagues (1988)[5], collection cinématographique du MNAM et des AFEA, Archives du film expérimental d’Avignon.
- Entre ciel et terre, musique Pascale Criton (1989)
- Les Historiettes de Dominique Noguez (1997)
- La Cuisine de Jean-Philippe Toussaint (1998)
- La Céleste (2004)[6], première partie d’un opéra de José Manuel López López et Pascal Auger, à partir de l’œuvre de l’écrivain Italo Calvino, Les Villes invisibles. Œuvre créée au centre Pompidou pour le Forum des images[6] le 9 mars 2004.
- Faire l’amour, adaptation du roman éponyme de Jean-Philippe Toussaint (2006)[7]
- Douce-amère (2006)
- La Grande Céleste (2013)[8], sur des musiques de José Manuel López López. Dossier de l'œuvre sur le site du compositeur et celui de Pascal Auger. L'œuvre a été présentée au centre Pompidou[9] le 2 mai 2018.